# Kružba

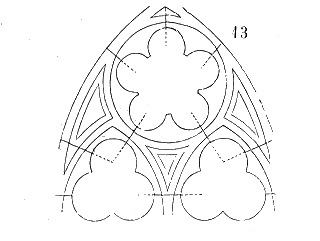
Vrchol kružby tvořený pětilaločnou kružnicí a dvěma trojlisty

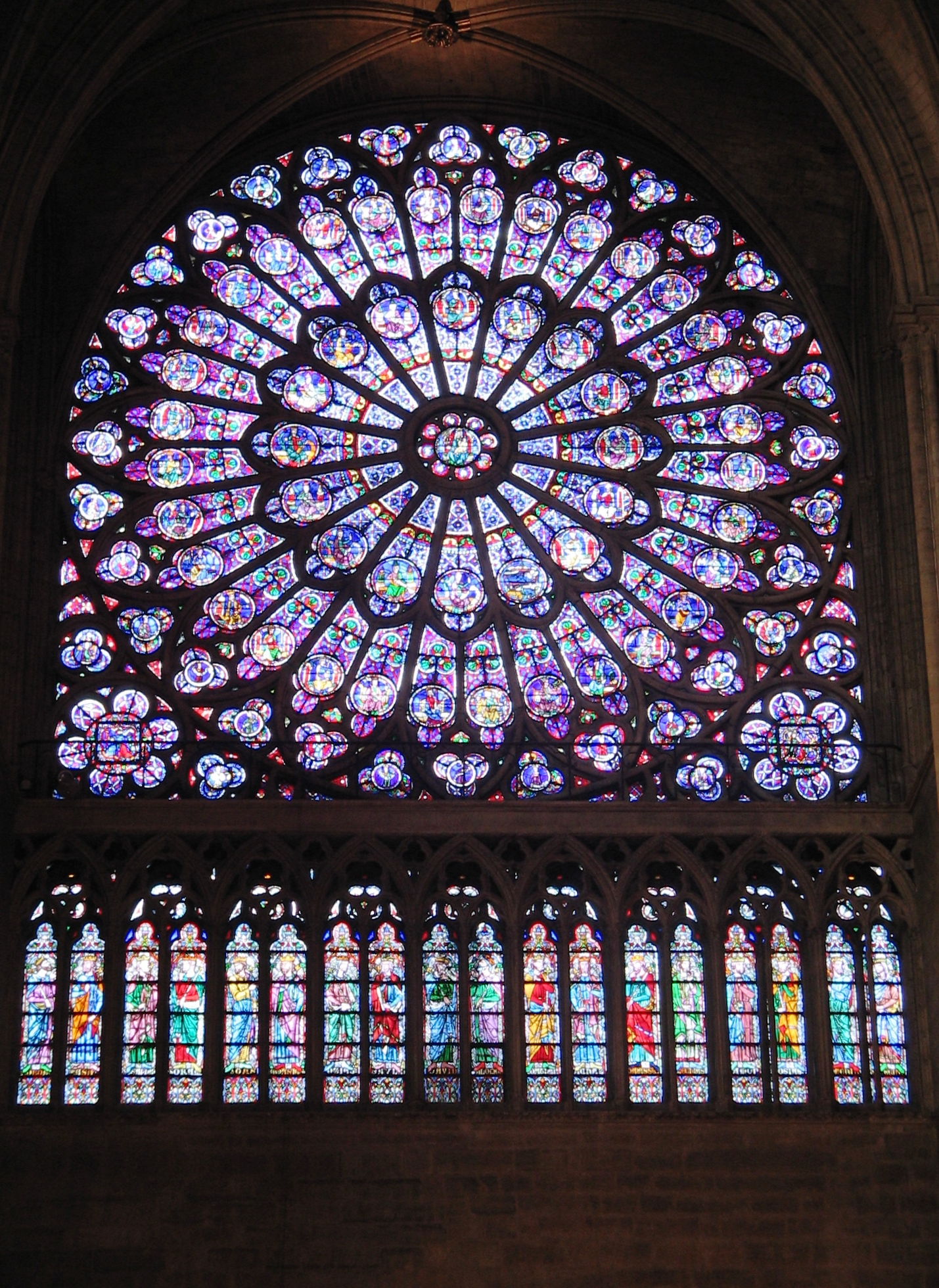
Kruhové okno – rozeta – západního průčelí katedrály Notre Dame v Paříži s kružbou ve formě paprskového kola vzniklo kolem 1225. Má průměr téměř 10m. Kružba byla modře osazena a poseta zlatými hvězdami

Kružba je pro gotiku (a také sakrální stavby severské renesance) charakteristický souměrný architektonický prvek, vyplňující oblouky oken, arkád, zábradlí a tympanonů.

## Historie
První pravou kružbu nalezneme v chórové kapli katedrály v Remeši z 13. století, kde byla použita šestilaločná kružba.
Nejjednodušší kružby jsou založeny na kruhových obloucích př. Chartres (1220).
Po nich následují kružby ve tvaru paprskového kola, jaké mají rozety západního průčelí katedrály Notre Dame v Paříži.

## Funkce
Tento geometrický prvek byl konstruován kružidlem, takže gotická kružba je často nazývána zkamenělá geometrie. Vzájemné vztahy mezi geometrickými prvky v gotice měly symbolický význam. Spojení geometrické systematičnosti a teologických nároků zformulovalo v gotickém slohu novou ideu krásy, která platila až do 16. století. Kružba nejdříve sloužila k rozčlenění plochy oken, později však byla využívána i k oživení a členění stěn.
Do kružeb oken církevních staveb jsou často vkládána barevná skla v dekorativním uspořádání nebo jako obrazy s biblickými výjevy – vitraje. Takto zasklená plocha neměla být širší než 60 až 80 cm a proto byla okna dělena na menší díly svislými sloupky, jež bylo nutné vyústit v oblouku zaklenutí.
Sloupky jsou většinou ukončeny trojlaločným obrazcem zvaným jeptiška.
V pozdní gotice je kružba hojně využívána na oltářním nástavci, na chórových lavicích, v kazatelnách. Nacházíme ji i v gotické městské architektuře, například na štítech světských staveb.

## Druhy
Nejdůležitější základní formou gotické kružby je lalok. V lomeném oblouku je v počátečním období (13. stol.) základním motivem kružnice. Podle počtu laloků rozeznáváme kružby:
- třílaločnaté od roku 1200
- čtyřlaločnaté
- pětilaločné
- šestilaločné (Notre Dame v Remeši)
- sedmilaločné
- mnoholaločné

- jeptiška – trojlaločnatý obrazec zakončující gotickou kružbu či její část, pokud je okno děleno kamennými pruty (sloupky). V takovém případě zakončuje jeptiška každé jednotlivé pole. Skupina vedle sebe umístěných jeptišek pak odděluje vrcholovou část kružby s kruhovými laločnatými obrazci a spodní část členěnou vertikálními pruty. Jeptiška vznikla vložením symetricky umístěné dvojice nosů do základního lomeného tvaru gotického okna. Její název vychází z podobnosti prvku s lidskou postavou v hábitu.

Ve druhé polovině 14. století kružnice mizí a zůstávají jen sférické trojúhelníky a čtyřúhelníky. V tomto případě mluvíme o listech.
- trojlist
- čtyřlist atd.

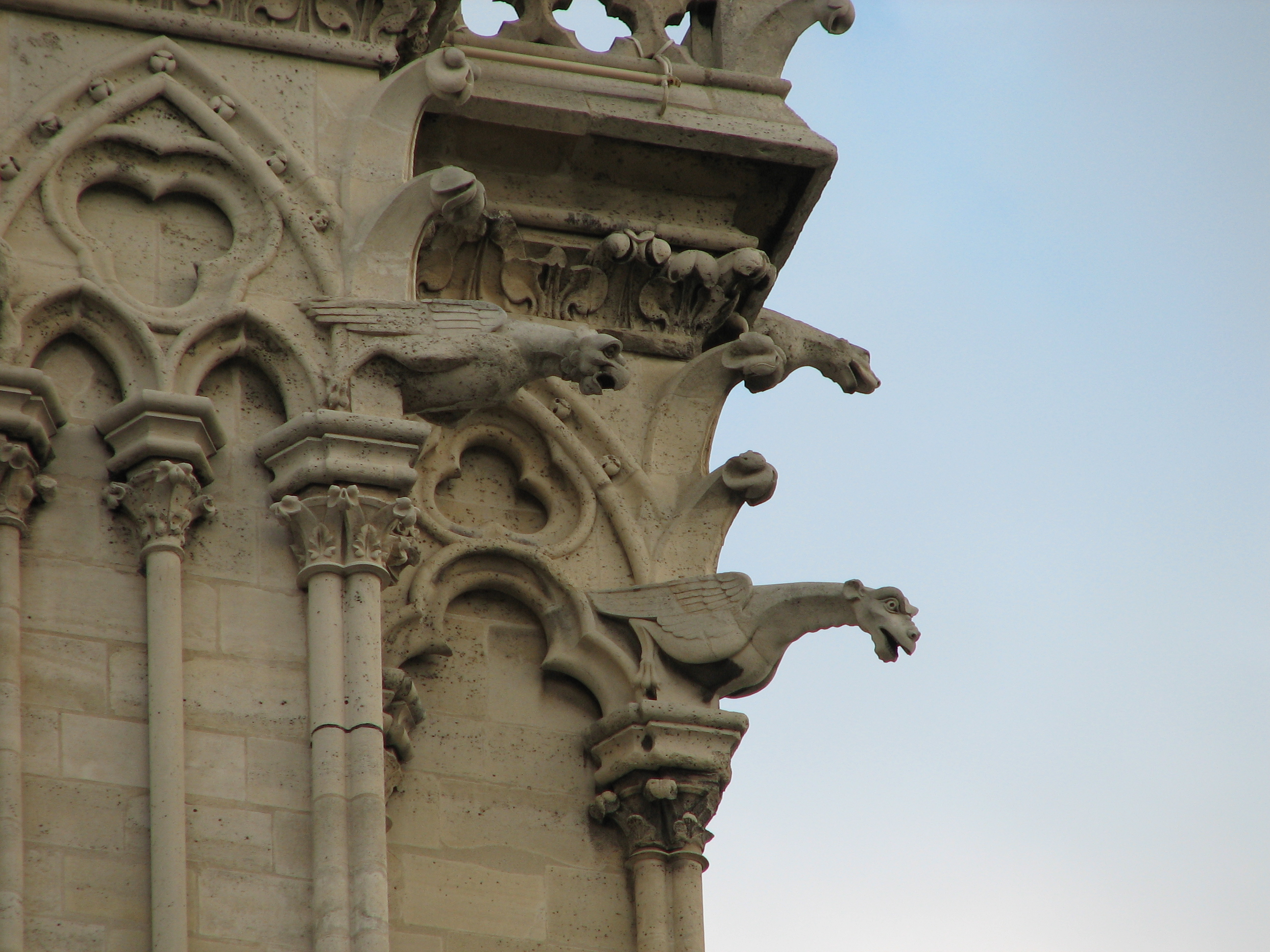
Slepá kružba s chrliči na katedrále Notre Dame v Paříži

Zvláštností v anglické pozdní gotice je perpendikulární styl – kružba vytvořena pouze z spojených okenních prutů a zdůrazňující vertikálnost. V Bathském opatství z 16. století.

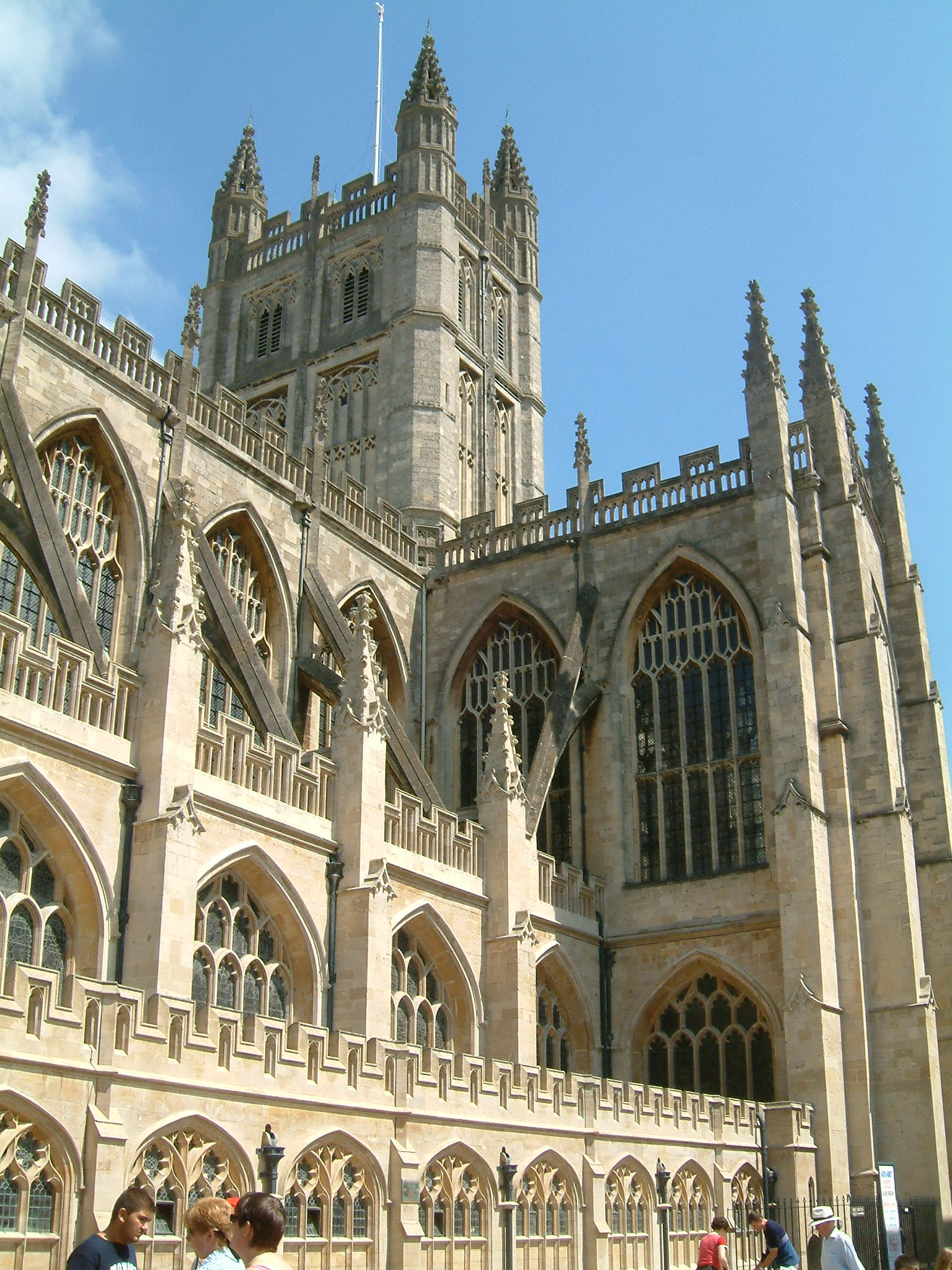
Bathská katedrála. Okna hlavní lodi jsou příkladem perpendikulárního stylu

Ve Francii se objevují paprskovité motivy (rayonantní gotika)
Z Francie (přes Holandsko a Severní Porýní) k nám vlivem Petra Parléře přicházejí tzv. plaménkové kružby (flamboyantní gotika). Velmi častý je motiv rotujících plaménků. Plaménky v ornamentu pozdní gotiky začínají se přetínat a ztrácejí tzv. nosy – vytažené hrotité konce prutů.
Pokud je kružba jen dekorativním prvkem rámu a nezaplňuje celou plochu otvoru, hovoříme o ažurové kružbě.
Často se vyskytuje jen v reliéfní formě, tzv. slepá, lípaná nebo panelová kružba. Tento způsob výzdoby vznikl jako nepřímý důsledek zasklívání oken malými tabulkami skla v olověných rámečcích.